# Basquiña

La desconocida Mujer joven con mantilla y basquiña, pintada por Goya hacia 1805. National Gallery of Art.

Una basquiña es un tipo de falda o saya usada en España por la mujer en ceremonias, actos religiosos y para salir a la calle, desde el siglo xvi al xix. Está confeccionada con muchos pliegues en la cintura que producen un abultado vuelo en la parte inferior; en su origen se colocaba sobre los guardapiés y solía ser de color negro.

## Uso
Utilizada como falda exterior que se ponía sobre la ropa para salir a la calle, la basquiña fue común tanto en el traje cortesano como en el popular; iba fruncida en la cintura, aunque con el tiempo fue modificando su forma, tejido, decoración y uso. Durante el siglo xviii solían confeccionarse en damasco, lamparilla, principela y, con menos frecuencia, en tafetán, griseta, pelo de camello y seda. Lo normal es que la basquiña estuviera forrada y llevase además un ruedo de holandilla. Con el tiempo se le llegarían a añadir flecos de varios anchos y cintas de terciopelo.
Su uso se popularizó quedando al alcance de las mujeres de todas las clases sociales, y se mantuvo hasta el último tercio del siglo xix (periodo en el que suele denominarse así a la falda de color negro usada para salir). Se considera pieza básica del traje nacional en España, por lo general compuesto de falda, jubón y mantilla.
Menudean las descripciones de su uso en los sainetes del siglo xviii y xix, como es el caso de El almacén de novios (1774) o La casa de Tócame Roque (1791, según Emilio Cotarelo). Este último sirvió de pista a Valeriano Bozal en su análisis del Capricho n.º 15, cuando, siguiendo el libreto del sainete, se dice y se canta que una maja cortejada por un alférez que la saca de paseo «se pone la basquiña de moer con los dos flecos» (prenda con la que Goya viste a su personaje femenino del mencionado Capricho), en una jugosa descripción hecha por el sastre que vistió a la susodicha maja.
Como ejemplo de las referidas descripciones puede leerse esta cita de Benito Pérez Galdós en el segundo libro de los Episodios Nacionales, La Corte de Carlos IV, cuando el joven protagonista (Gabriel de Araceli) describe así a la condesa de X, alias Amaranta:

"...No conservo cabal memoria de sus vestidos. Al acordarme de Amaranta, me parece que los encajes negros de una voluminosa mantilla, prendida entre los dientes de la más fastuosa peineta, dejan ver por entre sus mil recortes e intersticios el brillo de un raso carmesí, que en los hombros y en las bocamangas vuelve a perderse entre la negra espuma de otros encajes, bolillos y alamares. La basquiña del mismo raso carmesí y tan estrecha y ceñida como el uso del tiempo exigía, permite adivinar la hermosa estatua que cubre; y de las rodillas abajo el mismo follaje negro y la cuajada y espesa pasamanería terminan el traje, dejando ver los zapatos, cuyas respingadas puntas aparecen o se ocultan como encantadores animalitos que juegan bajo la falda. Este accidente hasta llega a ser un lenguaje cuando Amaranta, atenta a la conversación, aumenta con el encanto de su palabra los demás encantos, y añade a todas las elocuencias de su persona la elocuencia de su abanico.".